# 中央保密委员会办公室
中央保密委员会办公室（简称中央保密办）和国家保密局，一个机构两块牌子，是主管中华人民共和国党和国家涉密资料的密级审定、规章制度建立、落实、督办、失密案件的查处、行政处罚等工作的中共中央直属机关的下属机构、国务院部委管理的国家局，现由中共中央办公厅管理。

## 沿革
中央保密委员会办公室是1953年5月根据周恩来的指示成立的中央保密委员会日常办事机构，承担日常保密工作任务。1956年4月，中央保密委员会停止工作。
1955年6月，根据1954年12月14日中共中央《关于在报刊出版物上保守国家工业建设秘密》的指示，中华人民共和国公安部在办公厅设立宣传保密处，负责检查并监督全国性报刊出版物不得泄露国家工业建设秘密，并且作为国务院保密委员会的一个办事机构开展宣传保密的日常工作。该处首任处长为焦成。1959年6月29日，中央为加强保密工作，依照习仲勋的建议，把政府系统的保密工作移交给公安部门承担。1960年3月5日，公安部党组向中共中央呈交《关于开展保密检查运动加强保密工作问题向中央的请示报告》，建议在中共中央的领导下，设立“中央保密委员会”，同时也作为国务院的保密委员会，统一领导党、政、军各方面保密工作，并且建议省、市、自治区和中央各部、委、院成立专门的保密机构，各级公安机关组织专门的班子作为各级党和政府的保密委员会的办事机构。公安部党组并代中共中央拟了《中央保密委员会关于保守国家机密的暂行规定（草案）》。
1960年5月5日，中共中央同意并且向各省、市、自治区党委，中央各部委、党组转发了公安部党组的上述请示报告，中共中央决定由谢富治、杨尚昆、宋任穷、赵尔陆、萧华、韩光、杨奇清组成“中央保密委员会”，谢富治任主任。中央保密委员会在中共中央领导下，统一领导党、政、军系统的保密工作。此后，中央直属各部委、党组，各省、市、自治区党委及所属各地委、县委、城市区委，军队团以上党委，重点的厂矿、企业、学校等等，都建立了保密委员会。各级公安机关成为同级保密委员会的办事机构。中央保密委员会办公室以国家保密委员会办公室和公安部办公厅宣传保密处合并组建而成。中央保密委员会办公室设在公安部，作为中央保密委员会的日常办事机构。经中共中央批准，杨奇清（中央保密委员会委员、公安部副部长）兼任办公室主任，孙振（公安部六局副局长、公安部办公厅副主任）任副主任。根据公安部党组的上述请示报告，1960年6月3日起，公安部开始群众性的保密大检查。经过4年多的运行，中央保密委员会办公室向公安部党组建议，将中央保密委员会办公室由公安部划归中共中央办公厅，以便理顺体制。1964年，中央保密委员会办公室副主任孙振调任中共中央监察委员会驻公安部监察组副组长（组长是公安部副部长梁国斌兼任），中央保密委员会办公室改由副主任焦成、梅健群负责具体工作。
1966年文化大革命爆发后，中央保密委员会办公室的工作中止。1976年粉碎“四人帮”。此后中央保密委员会办公室开始恢复工作。1977年，根据公安部党组1964年的建议，中央保密委员会办公室正式由公安部划归中共中央办公厅。
1978年7月9日，中共中央决定恢复中央保密委员会及其办事机构。1985年，中央保密委员会办公室从原办公地点中南海迁出，原本要迁到离北京市区较远处，后经中央保密委员会主任陈丕显协调，调整了新址位置。1985年12月，中共中央和国务院发文，明确中央保密办挂党和政府两块牌子，对内仍称原名，对外称国家保密工作局。
为贯彻中共十三大提出的党政分开的精神，1988年3月第七届全国人民代表大会通过组成新一届中华人民共和国国务院，设立国家保密局，为主管全国保密工作的职能部门。1988年8月13日《国务院关于国务院机构设置的通知》中明确：国家保密局是司局级的部委归口管理的国家局，由国家安全部归口管理。
1993年7月，中共中央决定恢复设立中央保密委员会办公室，与国家保密局一个机构两块牌子，列入中共中央直属机关的下属机构。1993年12月，中共中央决定，中央保密委员会秘书组与国家保密局合并，挂中央保密委员会办公室和国家保密局两块牌子，由中央保密委员会领导，中共中央办公厅代管。
中央保密委员会办公室暨国家保密局成立时的主要职责是：“承办中央保密委员会日常事务工作，依法履行保密行政管理职能；贯彻党中央、国务院有关保密工作的方针、政策、决定、指示；制订全国保密工作计划并组织实施，提出改进和加强保密工作的全局性、政策性建议；拟订保密法规，经国家立法机关审定颁布，制订或会同中央有关部门制定保密规章制度，负责保密法规的解释。”
中央保密委员会办公室原内设8个处级单位：办公室、政治处、检查处、技术处、泄密查办处、宣传教育处、法规处、行政财务处，定编70名（含工勤人员）。1994年5月，撤销政治处、行政财务处、泄密查办处。调整后，中央保密委员会办公室（国家保密局）下设秘书处（中央保密委员会办公室秘书处、国家保密局办公室）、督促检查处、科技处、法规处、宣传培训处、综合处、人事处（机关党委办公室）、财务处8个处级机构。1997年4月，增设行政管理处。中央保密委员会办公室（国家保密局）行政编制为65名。1997年4月增设的行政管理处编制6名，秘书处核减6名，机关总编制无变化。直属事业单位2个：国家保密技术研究所、金城出版社，共有编制60名。 
经国务院批准，1989年5月10日至13日，国家保密局在北京举行全国保密工作会议。这是文化大革命结束后举行的第一次全国保密工作会议。2005年9月12日，在国家保密局和民政部联合举行的新闻发布会上，国家保密局新闻发言人沈永社宣布因自然灾害造成的人员死亡人数及相关情况不再保密，这是国家保密局首次作为新闻发布者出现在媒体和公众面前。
2006年4月，国家保密局中央和国家机关涉密载体销毁中心成立。2008年，国家保密局成立了密级鉴定工作委员会。2013年，国家密级鉴定委员会成立。2025年1月，国家保密部门举报受理电话统一调整为12336，原泄密举报电话和保密资质（资格）违规问题举报电话停止使用。
地方的国家保密局分为三级：各省、自治区、直辖市国家保密局，各市、地区、州、盟国家保密局，各县、区国家保密局。省、市、县三级的国家保密局同时也是同级党委的保密工作委员会办公室，列在党委机构中，由同级党委领导管理。上级国家保密局仅负责业务指导。此外，中国人民解放军在全军、各战区、省军区、军分区、陆军集团军、师、团等单位均设保密委员会，由本单位主管保卫工作的副政委或参谋长任保密委员会主任。大型国有企业如涉密，也建有保密委员会，如国机集团保密委员会。

## 职责
1988年9月5日第七届全国人民代表大会常务委员会第三次会议通过，2010年4月29日第十一届全国人民代表大会常务委员会第十四次会议修订的《中华人民共和国保守国家秘密法》对国家保密局作为国家保密行政管理部门的职责作了如下规定：
- 第五条：“国家保密行政管理部门主管全国的保密工作。县级以上地方各级保密行政管理部门主管本行政区域的保密工作。”
- 第十一条：“国家秘密及其密级的具体范围，由国家保密行政管理部门分别会同外交、公安、国家安全和其他中央有关机关规定。”
- 第十三条：“确定国家秘密的密级，应当遵守定密权限。”“中央国家机关、省级机关及其授权的机关、单位可以确定绝密级、机密级和秘密级国家秘密；设区的市、自治州一级的机关及其授权的机关、单位可以确定机密级和秘密级国家秘密。具体的定密权限、授权范围由国家保密行政管理部门规定。”
- 第二十条：“机关、单位对是否属于国家秘密或者属于何种密级不明确或者有争议的，由国家保密行政管理部门或者省、自治区、直辖市保密行政管理部门确定。”
- 第四十一条：“国家保密行政管理部门依照法律、行政法规的规定，制定保密规章和国家保密标准。”
- 第四十二条：“保密行政管理部门依法组织开展保密宣传教育、保密检查、保密技术防护和泄密案件查处工作，对机关、单位的保密工作进行指导和监督。”
- 第四十三条：“保密行政管理部门发现国家秘密确定、变更或者解除不当的，应当及时通知有关机关、单位予以纠正。”
- 第四十四条：“保密行政管理部门对机关、单位遵守保密制度的情况进行检查，有关机关、单位应当配合。保密行政管理部门发现机关、单位存在泄密隐患的，应当要求其采取措施，限期整改；对存在泄密隐患的设施、设备、场所，应当责令停止使用；对严重违反保密规定的涉密人员，应当建议有关机关、单位给予处分并调离涉密岗位；发现涉嫌泄露国家秘密的，应当督促、指导有关机关、单位进行调查处理。涉嫌犯罪的，移送司法机关处理。”
- 第四十五条：“保密行政管理部门对保密检查中发现的非法获取、持有的国家秘密载体，应当予以收缴。
- 第四十六条：“办理涉嫌泄露国家秘密案件的机关，需要对有关事项是否属于国家秘密以及属于何种密级进行鉴定的，由国家保密行政管理部门或者省、自治区、直辖市保密行政管理部门鉴定。”
- 第四十七条：“机关、单位对违反保密规定的人员不依法给予处分的，保密行政管理部门应当建议纠正，对拒不纠正的，提请其上一级机关或者监察机关对该机关、单位负有责任的领导人员和直接责任人员依法予以处理。”[10][11]

2014年3月1日起施行的《中华人民共和国保守国家秘密法实施条例》对于相关职责作了更细致的规定。

## 机构设置
根据《中央保密委员会办公室（国家保密局）职能配置、内设机构和人员编制规定》，中央保密委员会办公室、国家保密局设置下列机构：

### 内设机构
- 秘书行政司
- 政策法规司
- 指导管理司（宣传教育司）
- 科学技术司
- 监督检查司
- 机关党委（人事司）

### 直属事业单位
- 国家保密科技测评中心
- 深圳保密技术服务中心
- 中央和国家机关涉密载体销毁中心（中央和国家机关保密技术服务中心）

### 直属企业单位
- 金城出版社有限公司

### 主管社会团体
- 中国保密协会

## 历任领导
中央保密委员会办公室
| 主任 - 杨奇清（1960年7月2日－1966年文革爆发） - 沈鸿英（1983年3月－1988年12月） | 副主任 - 孙振（1960年－1964年） - 焦成（？－？） - 梅健群（？－？） …… |

国家保密局
| 局长 - 沈鸿英（1988年12月－1993年7月） | 副局长 |

中央保密委员会办公室、国家保密局
| 中央保密委员会办公室主任 1. 沈鸿英（1993年3月－1995年9月） 2. 戴生龙（1995年9月－1998年4月） 3. 毛林坤（1998年4月－2003年9月） 4. 杜鹃（2003年9月－2005年5月） 5. 夏勇（2005年5月－2013年3月） 6. 孟祥锋（2013年3月－2015年4月） 7. 田静（2015年4月－2021年3月） 8. 李兆宗（2021年3月－） 中央保密委员会办公室副主任 …… - 徐庆德（？－？） - 陈庚田（？－？） - 王善琪（？－2004年6月） - 蔡红（？－2004年6月） - 沈永社（？－2006年3月） - 丛兵（？－？） - 闻荣友（2006年3月－？） - 戴应军（2010年5月－2018年7月） - 杜永胜（2010年5月－2017年10月） - 梁建生（2010年5月－2017年5月） - 周晖国（2012年2月－2020年1月） - 王言彬（2018年1月－2024年1月） - 吴世忠（2018年8月－2022年7月） - 王京涛（2020年7月－2023年10月） - 张予西（2023年11月－） - 姚力（2023年12月－） | 国家保密局局长 1. 沈鸿英（1993年7月－1995年9月） 2. 戴生龙（1995年9月－1998年4月） 3. 毛林坤（1998年4月－2003年9月27日） 4. 杜鹃（2003年9月27日－2005年5月27日） 5. 夏勇（2005年5月27日－2010年5月2日；2010年5月2日－2013年3月19日） 6. 孟祥锋（2013年3月19日－2015年4月1日） 7. 田静（2015年4月1日－2021年3月16日） 8. 李兆宗（2021年3月16日－） 国家保密局副局长 …… - 徐庆德（？－？） - 陈庚田（？－？） - 王善琪（？－2004年6月） - 蔡红（？－2004年6月） - 沈永社（？－2006年3月） - 丛兵（？－？） - 闻荣友（2006年3月－？） - 戴应军（2010年5月－2018年7月） - 杜永胜（2010年5月－2017年10月18日） - 梁建生（2010年5月－2017年5月4日） - 周晖国（2012年2月－2020年1月） - 田静（2011年11月－2015年4月1日） - 王言彬（2018年1月27日－2024年1月5日） - 吴世忠（2018年8月21日－2022年7月8日） - 王京涛（2020年7月10日－2023年10月17日） - 张予西（2023年11月17日－） - 姚力（2023年12月9日－） |

| 主任（局长）助理 - 杜永胜（？－？） - 李历（？－？） | 总工程师 - 杜虹（？－？） - 王京涛（？－？） |